# Кайл Нотон
Кайл Нотон (англ. Kyle Naughton, нар. 17 листопада 1988, Шеффілд) — англійський футболіст, захисник клубу «Свонсі Сіті».

## Клубна кар'єра
Народився 11 листопада 1988 року в місті Шеффілд. Вихованець футбольної школи клубу «Шеффілд Юнайтед», куди прийшов у віці семи років.
У 18 років став капітаном академії клубу, разом з яким дійшов до 1/4 фіналу молодіжного Кубка Англії.
У січні 2008 року Кайл відправився в шотландський клуб «Гретна» і 16 січня дебютував у матчі проти «Рейнджерс». За проведений час у клубі Нотон зіграв 18 матчів.
Перша поява за «Шеффілд Юнайтед» для Кайла відбулася в наступному сезоні, він вийшов на заміну в матчі першого раунду Кубка Ліги проти «Порт Вейл». За підсумками сезону 2008/2009 Кайл удостоївся звання «Найкращий молодий гравець року». Крім того, був включений в символічну збірну Чемпіоншипа.
У липні 2009 року «Шеффілд Юнайтед» дав згоду на пропозицію «Тоттенгем Готспур» і 22 липня разом з товаришем по «Шеффілду» Кайлом Вокером підписав контракт зі «шпорами». Дебютував Нотон у складі «Тоттенгема» у товариській зустрічі з «Барселоною» (1:1). Перша поява в Прем'єр-Лізі припала на матч з «Вест Гем Юнайтед», коли гравець вийшов на заміну на 94-й хвилині.
У січні 2010 року був відправлений в оренду в клуб Чемпіоншипа «Мідлсбро», де провів 15 матчів. Після чого сезони 2010/2011 та 2011/2012 Кайл відіграв у клубах «Лестер Сіті» та «Норвіч Сіті» відповідно.
З сезону 2012/13 знову став виступати у складі «Тоттенгема». 16 вересня 2013 року вперше в рамках Прем'єр-Ліги вийшов у стартовому складі «шпор» у грі проти «Редінга», що завершилася перемогою (3:1). Загалом встиг відіграти цей за лондонський клуб 42 матчів в національному чемпіонаті.
На початку 2015 року став гравцем «Свонсі Сіті».

## Виступи за збірну
Протягом 2008–2010 років залучався до складу молодіжної збірної Англії. На молодіжному рівні зіграв у 9 офіційних матчах.